# Camping World Bowl 2017
Match précédent Match suivant
Le Camping World Bowl 2017 est un match de football américain de niveau universitaire joué après la saison régulière de 2017, le 28 décembre 2017 au Camping World Stadium de Orlando dans l'état du Floride aux États-Unis.
Il s'agit de la 28e édition du Camping World Bowl (anciennement dénommé Russell Athletic Bowl).
Le match met en présence les équipes des Hokies de Virginia Tech issus de la Atlantic Coast Conference et des Cowboys d'Oklahoma State issus de la Big 12 Conference.
Il débute à 17 h 20 locales et est retransmis en télévision sur ESPN.
Sponsorisé par la société Camping World (en), le match est officiellement dénommé le Camping World Bowl 2017.
Oklahoma State gagne le match sur le score de 30 à 21.

## Présentation du match
| Équipes | Conférences | Entraîneurs        | Stats. saison rég. | Classements avant le bowl CFP-AP-Coaches |
| --- | ----------- | ------------------ | ------------------ | ---------------------------------------- |
| Hokies de Virginia Tech                                                                                    | ACC         | Justin Fuente (en) | 9 - 3              | #22 - #22 - #22                          |
| Cowboys d'Oklahoma State                                                                                   | Big 12      | Mike Gundy (en)    | 9 - 3              | #19 - #17 - #17                          |
| Arbitre : John O'Neill (Big Ten) Équipe donnée favorite par les bookmakers : Oklahoma State par 6,5 points |             |                    |                    |                                          |

Il s'agit de la 3e rencontre entre ces deux équipes :
- Victoire d'Oklahoma State, 24 à 16, le 25 septembre 1971.
- Victoire de Virginia Tech, 34 à 32, le 14 octobre 1972.

### Hokies de Virginia Tech
Avec un bilan global en saison régulière de 9 victoires et 3 défaites, Virginia Tech est éligible et accepte l'invitation pour participer au Camping World Bowl de 2017.
Ils terminent 3e de la Big 12 Conference derrière no 3 Oklahoma et no 9 TCU y, avec un bilan en matchs intra-conférence de 6 victoires et 3 défaites.
À l'issue de la saison 2017 (bowl non compris), ils seront classés #22 aux classements CFP, AP et Coaches.
À l'issue de la saison 2017 (bowl compris), ils seront classés #24 au classement AP et #25 au classement Coaches, le classement CFP n'étant pas republié après les bowls.
Il s'agit de leur 2e participation au Camping World Bowl :
- Victoire après une prolongation, 13 à 10, le 28 décembre 2012, contre les Scarlet Knights de Rutgers.

### Cowboys d'Oklahoma State
Avec un bilan global en saison régulière de 9 victoires et 3 défaites, Oklahoma State est éligible et accepte l'invitation pour participer au Camping World Bowl de 2017.
Ils terminent 2e de la Coastal Division de l'Atlantic Coast Conference derrière no 13 Miami, avec un bilan en matchs intra-conférence 5 victoires et 3 défaites.
À l'issue de la saison 2017 (bowl non compris), ils seront classés #19 au classement CFP et #17 aux classements AP et Coaches.
À l'issue de la saison 2017 (bowl compris), ils seront classés #14 aux classements AP et Coaches, le classement CFP n'étant pas republié après les bowls.
Il s'agit de leur toute 1re apparition au Camping World Bowl.

## Résumé du match
Début du match à 17 h 20, fin à 20 h 55 pour une durée totale de jeu de 3 h 35 min .
Températures de 18 °C, vent de Nord de 18 km/h , ciel nuageux.
| QT          | Temps       | Drive       | Drive       | Drive       | Équipe      | Description de l'action | Score | Score |
| QT          | Temps       | Jeux        | Yards       | TDP         | Équipe      | Description de l'action | VT    | OkSt  |
| ----------- | ----------- | ----------- | ----------- | ----------- | ----------- | --- | ----- | ----- |
| 1           | 12:17       | 9           | 61          | 02:43       | OkSt        | FG de 31 yards par K. Ammendola, Matt                                                                                                   | 0     | 3     |
| 1           | 07:59       | 8           | 76          | 04:18       | VT          | TD à la suite d'une course de 13 yards par QB Josh Jackson + 1 extra-point par K. Joey Slye                                             | 7     | 3     |
| 2           | 07:28       | 9           | 69          | 03:12       | OkSt        | FG de 36 yards par K. Ammendola, Matt                                                                                                   | 7     | 6     |
| 2           | 00:45       | 4           | 81          | 00:39       | OkSt        | TD à la suite d'une course d'1 yard par RB Hill, Justice + 1 extra-point par K. Ammendola, Matt                                         | 7     | 13    |
| 3           | 11:22       | 8           | 79          | 02:25       | OkSt        | TD de 17 yards par WR Stoner, Dillon à la suite d'une réception d'une passe de QB Rudolph, Mason + 1 extra-point par K. Ammendola, Matt | 7     | 20    |
| 3           | 06:31       | 9           | 79          | 04:51       | VT          | TD de 9 yards par WR Eric Kumah à la suite d'une réception d'une passe de QB Josh Jackson + 1 extra-point par K. Joey Slye              | 14    | 20    |
| 3           | 05:37       | 4           | 76          | 00:54       | OkSt        | TD de 65 yards par WR Washington, J. à la suite d'une réception d'une passe de QB Rudolph, Mason + 1 extra-point par K. Ammendola, Matt | 14    | 27    |
| 4           | 05:40       | 7           | 61          | 01:06       | VT          | TD à la suite d'une course de 5 yards par QB Josh Jackson + 1 extra-point par K. Joey Slye                                              | 21    | 27    |
| 4           | 02:34       | 10          | 54          | 03:06       | OkSt        | FG de 38 yards par K. Ammendola, Matt                                                                                                   | 21    | 30    |
| Score final | Score final | Score final | Score final | Score final | Score final | Score final | 21    | 30    |

## Statistiques
| Meilleur joueur (MVP) |                |       |
| Nom                   | Équipe         | Poste |
| Mason Rudolph         | Oklahoma State | QB    |

| Statistiques par équipe                |                                                     |                                                       |
| Statistiques                           | VT                                                  | OkSt                                                  |
| 1er down                               | 31                                                  | 24                                                    |
| 1er down à la course                   | 18                                                  | 7                                                     |
| 1er down à la passe                    | 12                                                  | 16                                                    |
| 1er down suite pénalité                | 1                                                   | 1                                                     |
| Conversion de 3e down                  | 10/18                                               | 5/12                                                  |
| Conversion de 4e down                  | 1/4                                                 | 0/2                                                   |
| Jeux–yards                             | 92 jeux pour 518 yards                              | 64 jeux pour 488 yards                                |
| Yards à la course                      | 50 courses pour 248 yards moyenne de 5 yards/course | 32 courses pour 137 yards moyenne de 4,3 yards/course |
| Yards à la passe                       | 270                                                 | 351                                                   |
| Passes : Réussies-Tentées-Interceptées | 23/42 passes complétées , 1 interception            | 21/32 passes complétées , 0 interception              |
| Réussite en zone rouge/chances         | 3/5                                                 | 5/5                                                   |
| TD                                     | 3                                                   | 3                                                     |
| Field Goals                            | 0/0                                                 | 3/3                                                   |
| Sacks (Nombre-Yards)                   | 3 pour 17 yards adverses perdus                     | 2 pour 24 yards adverses perdus                       |
| Fumbles (Nombre/Perdus)                | 1/1                                                 | 0/0                                                   |
| Pénalités (Nombre/Yards perdus)        | 5 pour 65 yards perdus                              | 4 pour 20 yards perdus                                |
| Temps de possession                    | 38:13                                               | 21:47                                                 |

| Statistiques individuelles |                   |                                                                          |
| Quaterbacks                |                   |                                                                          |
| VT                         | Josh Jackson      | 22/41 passes complétées, 248 yards, 1 interception, 1 TD, 2 sacks subis  |
| OkSt                       | Rudolph, Mason    | 21/32 passes complétées, 351 yards, 0 interception, 2TD, 3 sacks subis   |
| Meilleurs coureurs         |                   |                                                                          |
| VT                         | Deshawn McClease  | 18 courses pour 129 yards nets gagnés, 0 TD, moyenne de 6,9 yards/course |
| OkSt                       | Hill, Justice     | 23 courses pour 133 yards nets gagnés, 1 TD, moyenne de 5,2 yards/course |
| Meilleurs receveurs        |                   |                                                                          |
| VT                         | Phil Patterson    | 7 réceptions pour 59 yards gagnés, 0 TD                                  |
| OkSt                       | Ateman, Marcell   | 5 réceptions pour 107 yards gagnés, 0 TD                                 |
| Meilleurs tacleurs         |                   |                                                                          |
| VT                         | Andrew Motuapuaka | 7 tacles dont 2 en solo, 1 TFL (4 yards)                                 |
| OkSt                       | Flowers, Tre      | 12 tacles dont 10 en solo                                                |